# Batman : Silence (film, 2019)
Cet article concerne le film d'animation. Pour le comics, voir Silence (Batman).
Série DCAMU
Le Règne des Supermen
(2019) Wonder Woman: Bloodlines
(2019)
Pour plus de détails, voir Fiche technique et Distribution.
Batman : Silence (Batman: Hush) est un film d'animation américain réalisé par Justin Copeland, sorti directement en vidéo en 2019, 36e film de la collection DC Universe Animated Original Movies.
Le film adapte l'arc narratif du même nom écrit par Jeph Loeb, dessiné par Jim Lee et publié par DC Comics. Il fait partie de la série DC Animated Movie Universe (DCAMU) basée sur la continuité The New 52.

## Synopsis
Alors que Bruce Wayne et Selina Kyle, ainsi que leurs alter égo Batman et Catwoman, entament une relation amoureuse, un nouvel ennemi apparaît. Un ennemi qui a manipulé des criminels aussi puissants que Bane, Poison Ivy, L'Épouvantail, Gueule d'argile, Harley Quinn ou encore le Joker. Un ennemi qui a découvert la véritable identité de Batman et tous ses secrets. Un ennemi qui a un plan pour détruire le justicier, ses proches et ses alliés définitivement : Silence.

## Fiche technique
- Titre original : Batman: Hush
- Titre français : Batman : Silence
- Réalisation : Justin Copeland
- Scénario : Ernie Altbacker, d'après Batman : Silence de Jeph Loeb et Jim Lee, et les personnages de DC Comics
- Musique : Frederik Wiedmann
- Direction artistique du doublage original : Wes Gleason
- Montage : Christopher D. Lozinski
- Animation : NE4U Inc.
- Production : Amy McKenna
  - Production déléguée : Sam Register, Benjamin Melniker, James Tucker et Michael E. Uslan
  - Coproduction : Alan Burnett et James Krieg
- Sociétés de production : Warner Bros. Animation et DC Entertainment
- Société de distribution : Warner Home Video
- Pays de production :  États-Unis
- Langue originale : anglais
- Format : couleur — 1,78:1 — son Stéréo
- Genre : animation, super-héros
- Durée : 81 minutes
- Dates de sortie :
  - États-Unis : 19 juillet 2019 (avant-première au San Diego Comic-Con)[2]
  - États-Unis : 20 juillet 2019 (VOD), 6 août 2019 (DVD/Blu-ray)
  - France : 21 août 2019
- Classification :
  - États-Unis : PG-13 (interdit -13 ans)
  - France : Tous publics

 Sauf indication contraire, les informations mentionnées dans cette section peuvent être confirmées par la base de données cinématographiques IMDb,  présente dans la section « Liens externes ».

## Distribution
Source : voix originales et françaises sur Latourdesheros.com.

## Production
En juillet 2018, l'adaptation de Batman: Hush est annoncée. En mars 2019, il est annoncé que les acteurs américains ayant doublés les personnages principaux dans les films d'animation précédents reprennent leurs rôles pour Silence.

## Accueil

### Sortie
Le film est présenté au San Diego Comic-Con le 19 juillet 2019. Il est disponible dès le lendemain en version numérique aux États-Unis. Les versions DVD et Blu-ray sortent le 6 août 2019 sur le marché américain et à partir du 12 août 2019 sur le marché européen.

### Accueil critique
Sur SensCritique, le film reçoit la note moyenne de 6⁄10.